# 松村法吉
松村 法吉（まつむら ほうきち、1868年12月14日（明治元年11月1日）- 1925年（大正14年）6月1日）は、大日本帝国陸軍軍人。最終階級は陸軍中将。

## 経歴
福井県出身。1893年（明治26年）7月25日に陸軍士官学校（4期）を卒業し、1894年（明治27年）3月7日に工兵少尉に任ぜられ、同日付で工兵第四大隊付に補される。1895年（明治28年）4月4日に工兵中尉に昇進し、1896年（明治29年）11月28日に陸軍砲工学校（4期）高等科を卒業。1897年（明治30年）10月25日には工兵大尉に昇進し、築城部下関支部部員に補せられた。その後、陸軍士官学校教官、陸軍砲工学校教官等を経て、1904年（明治37年）11月16日に工兵少佐に昇進し、日露戦争に従軍。戦争終結後の1907年（明治40年）4月24日に樺太境界画定委員を仰せ付けられる。
1908年（明治41年）12月21日、工兵第十大隊長に就任後、1909年（明治42年）11月30日に工兵中佐に昇進。その後、陸軍戸山学校教官、陸軍歩兵学校教官等を経て、1913年（大正2年）8月22日、陸地測量部製図科長を命ぜられ、同年9月30日に工兵大佐に昇進。
その後、工兵第十七大隊長、陸軍技術審査部審査官、陸軍省兵器局器材課長等を経て、1918年（大正7年）7月24日、陸軍少将に昇進し舞鶴要塞司令官に就任。更に、陸地測量部長を歴任し、1923年（大正12年）8月6日、陸軍中将に昇進し、同日付で待命となり、翌月1日予備役に編入された。

## 栄典
- 1894年（明治27年）5月11日 - 正八位[12]
- 1895年（明治28年）
  - 9月20日 - 従七位[13]
  - 11月18日 - 明治二十七八年従軍記章[14]
- 1896年（明治29年）3月30日 - 勲六等単光旭日章[15]
- 1897年（明治30年）12月15日 - 正七位[16]
- 1903年（明治36年）
  - 3月30日 - 従六位[17]
  - 5月16日 - 勲五等瑞宝章[18]
- 1906年（明治39年）4月1日 - 勲四等旭日小綬章、明治三十七八年従軍記章[19]
- 1908年（明治41年）5月11日 - 正六位[20]
- 1913年（大正2年）7月21日 - 従五位[21]
- 1914年（大正3年）5月16日 - 勲三等瑞宝章[22]
- 1918年（大正7年）8月30日 - 正五位[23]
- 1920年（大正9年）11月1日 - 勲二等瑞宝章・大正三年乃至九年戦役従軍記章[24]
- 1923年（大正12年）
  - 8月6日 - 従四位[25]
  - 10月30日 - 正四位[26]

外国勲章佩用允許
- 1908年（明治41年）5月26日 - ロシア帝国：神聖アンナ第二等勲章[27]
- 1918年（大正7年）6月6日 - 支那共和国：三等文虎勲章[28]

## 親族
- 長男 松村知勝（陸軍少将、関東軍総参謀副長）